# Nolina brittoniana
Nolina brittoniana es una especie de planta con rizoma perteneciente a la familia de las asparagáceas. Es originaria de  Norteamérica.

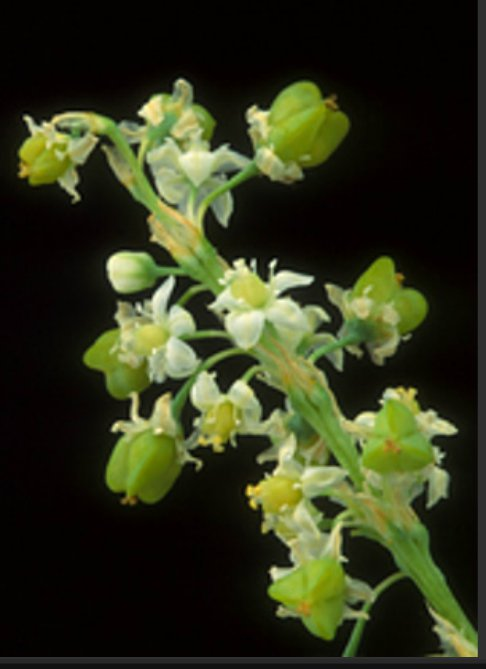
Inflorescencia

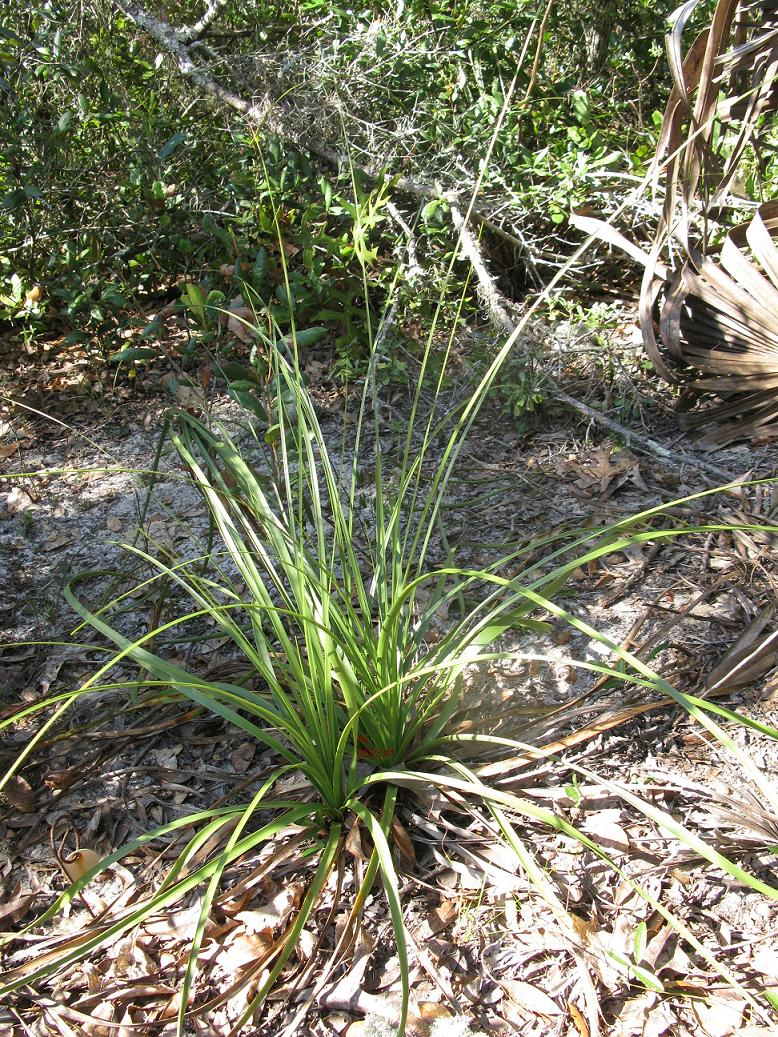
Vista de la planta

## Descripción
Es una planta casi sin tallo, cespitosa, en rosetas basales como bulbosas, con caudices verticales, subterráneos. Las láminas de las hojas laxas,  aplanadas, de 70-100 cm × 5-9 (-11) mm, glaucas, con los márgenes serrulados, con dientes cartilaginosos muy juntos. El escapo de 7-12 dm. Las inflorescencias paniculadas, de 5-10.5 × 0.7-1.5 dm; brácteas caducas. El fruto en cápsulas simétricas, anchamente aladas. Las semillas ligeramente invertidas en cápsulas, redondeadas, 3.4-4.8 × 2.6-3.3 mm.

## Distribución y hábitat
La floración se produce en la primavera, en el suelo arenoso en bosques de robles y de pinos, a una altitud de 0 a 30 m, en Florida.
Nolina brittoniana es tolerante al fuego y es, probablemente, dependiente del fuego. Se limita al centro de  Florida en Marion, Lake, Orange, Hernando, Polk, Osceola, y el condado de Highlands. Las plantas son raras y en peligro de extinción en la Florida y los EE. UU.

## Taxonomía
Nolina brittoniana fue descrita por George Valentine Nash y publicado en Bulletin of the Torrey Botanical Club 22(4): 158–159, en el año 1895.
Etimología
Nolina: nombre genérico otorgado en honor del botánico francés  Abbé P. C. Nolin, coautor del trabajo publicado 1755 Essai sur l'agricultura moderne.
brittoniana: epíteto otorgado en honor del botánico estadounidense Nathaniel Lord Britton.